# Styloleptus rhizophorae
Styloleptus rhizophorae är en skalbaggsart som beskrevs av Chemsak och Feller 1988. Styloleptus rhizophorae ingår i släktet Styloleptus och familjen långhorningar.
Artens utbredningsområde är Belize. Inga underarter finns listade i Catalogue of Life.